# Kaplica św. Jana Chrzciciela „Tal-Għargħar” w San Ġwann
Kaplica pw. Ścięcia św. Jana Chrzciciela „Tal-Għargħar” (malt. Il-Kappella ta’ San Ġwann Tal-Għargħar, ang. St. John Tal-Għargħar Chapel) – rzymskokatolicka kaplica w miejscowości San Ġwann na Malcie. Budynek znajduje się u zbiegu Triq Bellavista i Triq tal-Ghorghar. 

## Historia
Współczesne źródła podają, że kaplica została zbudowana przez prywatną rodzinę w 1546, inne, że przed 1615, natomiast Achille Ferres pisze w 1866 jedynie o jej dawnym pochodzeniu. W raporcie z wizytacji parafii Birkirkara przez apostolskiego wizytatora Pietro Dusinę w 1575 nie została wymieniona; Dusina nie zawsze ujmował w raporcie kaplice, o których istnieniu skądinąd wiadomo, lub będące w ruinie czy opuszczone. Właśnie z tego ostatniego powodu została zdekonsekrowana przez biskupa Balaguera 23 marca 1659; następnie odbudowana w 1672. Kaplica stała niepoświęcona do 1680, kiedy biskup Molina po swej wizytacji zarządził, aby datki w niej zbierane przekazywane były do kościoła parafialnego w Birkirkarze na nieszpory w przeddzień, oraz mszę świętą w dzień święta św. Jana.
Kiedy w 1947 wspólnota zakonna kapucynów rozpoczęła posługę w Birkirkarze, przez pierwsze trzy lata, do wybudowania klasztoru, a później kościoła parafialnego w San Ġwann, odprawiali posługę duszpasterską w kaplicy św. Jana Chrzciciela. 

## Architektura

### Wygląd zewnętrzny
Kaplica jest zbudowana na planie prostokąta, i ma wygląd kostki, typowy dla maltańskiej architektury wernakularnej. Fasada kaplicy, skierowana na zachód, jest prosta, z centralnie położonymi drzwiami i zakratowanym oknem powyżej, jedynym naturalnym źródłem światła w kaplicy. Po prawej stronie drzwi wmurowana inskrypcja NON GODE L'IMMUNITA ECCLESIAS.[TICA], ostrzegająca przestępców, że schronienie się w tym świętym miejscu nie daje ochrony przed ujęciem przez władze. Jedyną ozdobą fasady są proste obramowania wokół drzwi i okna. Nad oknem, dobudowana później w formie pojedynczej arkady, prosta dzwonnica bell-cot z dzwonem, zwieńczona krzyżem maltańskim, chociaż nie wiadomo o jakimkolwiek połączeniu kaplicy z Zakonem. Z obu stron dachu wystają po dwie kamienne rynny do odprowadzania wody opadowej. Przed frontem niewielki plac, otoczony niskim murkiem, z czterema schodami doń prowadzącymi; kaplica stoi na lekko spadzistym terenie.
Do kaplicy przylega niewielka zakrystia, w której frontowej ścianie znajduje się otwór wentylacyjny w kształcie pięcioramiennej gwiazdy. Budynek ma drzwi łączące z kaplicą, oraz osobne wejście od frontu, do którego prowadzi pięć schodów.

### Wnętrze
Wewnątrz cztery kamienne łuki wspierają sklepienie kolebkowe, pokryte kamiennymi płytami. Nad ołtarzem malowidło nieznanego artysty przedstawiające Ścięcie św. Jana Chrzciciela. Pochodzi prawdopodobnie z późnego XVII wieku, przypomina dzieło Caravaggia z oratorium kościoła konwentualnego joannitów w Valletcie.   

## Kościół dziś
W 2016 kaplica została gruntownie odrestaurowana. Dziś odbywają się tam zajęcia katechetyczne, prowadzone przez Stowarzyszenie Doktryny Chrześcijańskiej.

## Ochrona dziedzictwa kulturowego
15 listopada 1994 budynek kaplicy uznany został zabytkiem 1. klasy, zaś od 27 sierpnia 2012 umieszczony jest na liście National Inventory of the Cultural Property of the Maltese Islands pod nr. 00785.